# Johnny Kay
John Kapustinski, beter bekend als Johnny Kay (New Britain, Connecticut, 27 december 1922 - Marlboro, Connecticut, 10 augustus 2008) was een Amerikaans autocoureur. In 1953, 1955, 1956 en 1959 schreef hij zich in voor de Indianapolis 500, maar wist zich geen enkele keer te kwalificeren. Deze races waren allemaal onderdeel van het Formule 1-kampioenschap. Hij nam ook deel aan vier AAA Championship Car-races tussen 1953 en 1959, met als beste resultaat een zevende plaats tijdens de Syracuse 100 op de New York State Fairgrounds.